# Primera División de fútbol sala 2015-16
La temporada 2015-16 de Primera División de fútbol sala fue la 27ª edición de la máxima competición de la Liga Nacional de Fútbol Sala de España. Las 30 jornadas de la fase regular del campeonato se disputaron entre el 11 de septiembre de 2015 y el 30 de abril de 2016, desde esta fecha se disputaron los playoffs por el título que disputaron los ocho primeros clasificados.
El Inter Movistar es el vigente campeón, puesto que derrotó a ElPozo Murcia por 5-4 en la final del campeonato 2014-15, consiguiendo su décimo título y segundo consecutivo tras ganar también en 2014.

## Equipos participantes
| Club                       | Ciudad                   | Comunidad Autónoma   |
| -------------------------- | ------------------------ | -------------------- |
| UMA Antequera              | Antequera                | Andalucía            |
| Jaén Paraíso Interior      | Jaén                     | Andalucía            |
| D-Link Zaragoza            | Zaragoza                 | Aragón               |
| FC Barcelona               | Barcelona                | Cataluña             |
| CatGas E. Santa Coloma     | Santa Coloma de Gramanet | Cataluña             |
| Peñiscola FS Rehabmedic    | Peñiscola                | Comunidad Valenciana |
| Levante UD DM              | Valencia                 | Comunidad Valenciana |
| Elche CF                   | Elche                    | Comunidad Valenciana |
| Burela Pescados Rubén      | Burela                   | Galicia              |
| Santiago Futsal            | Santiago de Compostela   | Galicia              |
| Palma Futsal               | Palma de Mallorca        | Islas Baleares       |
| Movistar Inter             | Torrejón de Ardoz        | Comunidad de Madrid  |
| ElPozo Murcia              | Murcia                   | Región de Murcia     |
| Jumilla Bodegas Carchelo   | Jumilla                  | Región de Murcia     |
| Magna Gurpea               | Pamplona                 | Navarra              |
| Aspil Vidal Ribera Navarra | Tudela                   | Navarra              |

## Clasificación
Tras finalizar la liga regular se disputarán los playoffs por el campeonato. Los ocho primeros equipos jugarán dichos playoffs.
|  |     | Equipos                    |  | PJ | PG | PE | PP | GF  | GC  | DG   | Pts |
|  | --- | -------------------------- |  | -- | -- | -- | -- | --- | --- | ---- | --- |
|  | 1.  | Inter Movistar             |  | 30 | 27 | 2  | 1  | 158 | 57  | +101 | 83  |
|  | 2.  | FC Barcelona               |  | 30 | 23 | 5  | 2  | 157 | 78  | +79  | 74  |
|  | 3.  | ElPozo Murcia              |  | 30 | 19 | 6  | 5  | 130 | 81  | +49  | 63  |
|  | 4.  | Palma Futsal               |  | 30 | 17 | 6  | 7  | 107 | 80  | +27  | 57  |
|  | 5.  | Aspil Vidal Ribera Navarra |  | 30 | 14 | 10 | 6  | 91  | 75  | +16  | 52  |
|  | 6.  | Magna Navarra              |  | 30 | 14 | 6  | 10 | 111 | 85  | +26  | 48  |
|  | 7.  | Catgas Santa Coloma        |  | 30 | 12 | 8  | 10 | 129 | 125 | +4   | 44  |
|  | 8.  | Peñíscola Fútbol Sala      |  | 30 | 12 | 5  | 13 | 117 | 116 | +1   | 41  |
|  | 9.  | Burela Pescados Rubén      |  | 30 | 12 | 4  | 14 | 92  | 108 | -16  | 40  |
|  | 10. | Santiago Futsal            |  | 30 | 8  | 7  | 15 | 99  | 117 | -18  | 31  |
|  | 11. | D-Link Zaragoza            |  | 30 | 8  | 7  | 15 | 109 | 125 | -16  | 31  |
|  | 12. | Jaén Paraíso Interior      |  | 30 | 5  | 13 | 12 | 86  | 111 | -25  | 28  |
|  | 13. | Levante UD FS              |  | 30 | 6  | 5  | 19 | 72  | 128 | -56  | 23  |
|  | 14. | Jumilla Bodegas Carchelo   |  | 30 | 5  | 6  | 19 | 85  | 135 | -50  | 21  |
|  | 15. | Elche CF                   |  | 30 | 4  | 5  | 21 | 75  | 156 | -81  | 17  |
|  | 16. | UMA Antequera              |  | 30 | 4  | 5  | 21 | 97  | 138 | -41  | 17  |

Pts = Puntos; PJ = Partidos Jugados; PG = Partidos Ganados; PE = Partidos Empatados; PP = Partidos Perdidos; GF = Goles Anotados; GC = Goles Recibidos; DG = Diferencia de goles

## Fase final por el título
Se clasifican para la fase final por el título los ocho primeros clasificados de la fase regular, jugándose las eliminatorias de cuartos de final el 13, 14, 20 y 22 de mayo con el orden: peor, mejor, mejor. Las semifinales serán el 27, 28 de mayo, 2 y 5 de junio, con el orden: mejor, peor, mejor. Mientras que la Final se juega al mejor de cinco partidos con el orden: mejor, mejor, peor, peor, mejor.
|  | Cuartos de final           | Cuartos de final        | Cuartos de final        | Cuartos de final        |       |                    | Semifinales                    | Semifinales                    | Semifinales                    | Semifinales                    |  |                   | Final | Final | Final | Final | Final | Final |  |
|  | 13, 14, 20 y 22 de mayo    | 13, 14, 20 y 22 de mayo | 13, 14, 20 y 22 de mayo | 13, 14, 20 y 22 de mayo |       |                    | 27, 28 de mayo, 2 y 5 de junio | 27, 28 de mayo, 2 y 5 de junio | 27, 28 de mayo, 2 y 5 de junio | 27, 28 de mayo, 2 y 5 de junio |  |                   |       |       |       |       |       |       |  |
|  |                            |                         |                         |                         |       |                    |                                |                                |                                |                                |  |                   |       |       |       |       |       |       |  |
|  |                            |                         |                         |                         |       |                    |                                |                                |                                |                                |  |                   |       |       |       |       |       |       |  |
|  | Peñíscola RehabMedic       | 2                       | 4                       | -                       |       |                    |                                |                                |                                |                                |  |                   |       |       |       |       |       |       |  |
|  | Peñíscola RehabMedic       | 2                       | 4                       | -                       |       |                    |                                |                                |                                |                                |  |                   |       |       |       |       |       |       |  |
|  | Movistar Inter FS          | 3                       | 8                       | -                       |       |                    |                                |                                |                                |                                |  |                   |       |       |       |       |       |       |  |
|  | Movistar Inter FS          | 3                       | 8                       | -                       |       | Movistar Inter FS  | 2                              | 2 (3)                          | 5                              |                                |  |                   |       |       |       |       |       |       |  |
|  |                            |                         |                         |                         |       | Movistar Inter FS  | 2                              | 2 (3)                          | 5                              |                                |  |                   |       |       |       |       |       |       |  |
|  |                            |                         | Palma Futsal            | 3                       | 2 (2) | 3                  |                                |                                |                                |                                |  |                   |       |       |       |       |       |       |  |
|  | Aspil Vidal Ribera Navarra | 3                       | Palma Futsal            | 3                       | 2 (2) | 3                  | 1                              | 1                              |                                |                                |  |                   |       |       |       |       |       |       |  |
|  | Aspil Vidal Ribera Navarra | 3                       |                         |                         |       |                    |                                |                                |                                |                                |  |                   |       |       |       |       |       |       |  |
|  | Palma Futsal               | 2                       | 4                       | 2                       |       |                    |                                |                                |                                |                                |  |                   |       |       |       |       |       |       |  |
|  | Palma Futsal               | 2                       | 4                       | 2                       |       |                    |                                |                                |                                |                                |  | Movistar Inter FS | 6     | 5     | 4     | 3     |       |       |  |
|  |                            |                         |                         |                         |       |                    |                                |                                |                                |                                |  | Movistar Inter FS | 6     | 5     | 4     | 3     |       |       |  |
|  |                            |                         | FC Barcelona Lassa      | 2                       | 3     | 6                  | 1                              |                                |                                |                                |  |                   |       |       |       |       |       |       |  |
|  | CatGas Santa Coloma        | 1                       | FC Barcelona Lassa      | 2                       | 3     | 6                  | 1                              | 1                              | -                              |                                |  |                   |       |       |       |       |       |       |  |
|  | CatGas Santa Coloma        | 1                       |                         |                         |       |                    |                                |                                | -                              |                                |  |                   |       |       |       |       |       |       |  |
|  | FC Barcelona Lassa         | 2                       | 6                       | -                       |       |                    |                                |                                |                                |                                |  |                   |       |       |       |       |       |       |  |
|  | FC Barcelona Lassa         | 2                       | 6                       | -                       |       | FC Barcelona Lassa | 3                              | 3                              | -                              |                                |  |                   |       |       |       |       |       |       |  |
|  |                            |                         |                         |                         |       | FC Barcelona Lassa | 3                              | 3                              | -                              |                                |  |                   |       |       |       |       |       |       |  |
|  |                            |                         | Magna Gurpea            | 0                       | 1     | -                  |                                |                                |                                |                                |  |                   |       |       |       |       |       |       |  |
|  | Magna Gurpea               | 4                       | Magna Gurpea            | 0                       | 1     | -                  | 3                              | 4                              |                                |                                |  |                   |       |       |       |       |       |       |  |
|  | Magna Gurpea               | 4                       |                         |                         |       |                    |                                |                                |                                |                                |  |                   |       |       |       |       |       |       |  |
|  | ElPozo Murcia              | 3                       | 7                       | 3                       |       |                    |                                |                                |                                |                                |  |                   |       |       |       |       |       |       |  |
|  | ElPozo Murcia              | 3                       | 7                       | 3                       |       |                    |                                |                                |                                |                                |  |                   |       |       |       |       |       |       |  |
|  |                            |                         |                         |                         |       |                    |                                |                                |                                |                                |  |                   |       |       |       |       |       |       |  |

### Cuartos de final

#### Magna Gurpea - ElPozo Murcia
| 13 de mayo de 2016, 20:30 (UTC+2) | Magna Gurpea                                                 | 4 - 3   | ElPozo Murcia                 | Pabellón Anaitasuna, Pamplona             |                                           |
|                                   | - R. Martil 16' - Araça 29' - D. Saldise 31' - Rafa Usín 39' | Reporte | - 1' José Ruiz - 22' 32' Lima | Árbitro(s): Gutiérrez Lumbreras Lope Díaz | Árbitro(s): Gutiérrez Lumbreras Lope Díaz |

| 20 de mayo de 2016, 20:30 (UTC+2) | ElPozo Murcia                                                        | 7 - 3   | Magna Gurpea                 | Palacio de los Deportes, Murcia      |                                      |
|                                   | - Matteus 2' - Bebe 6' - Lima 10' 30' - Álex 12' 24' - Marinovic 34' | Reporte | - 16' Rafa Usín - 38' Víctor | Árbitro(s): Moreno Reina Ramos Marín | Árbitro(s): Moreno Reina Ramos Marín |

| 22 de mayo de 2016, 12:00 (UTC+2) | ElPozo Murcia                          | 3 - 4   | Magna Gurpea                                   | Palacio de los Deportes, Murcia         |                                         |
|                                   | - Adri 1' - Víctor 23' (a.g.) - Jê 29' | Reporte | - 2' Araça - 3' 18' Rafa Usín - 40' D. Saldise | Árbitro(s): Bernabéu Haro Rabadán Sáinz | Árbitro(s): Bernabéu Haro Rabadán Sáinz |

#### Peñíscola RehabMedic - Movistar Inter FS
| 14 de mayo de 2016, 18:00 (UTC+2) | Peñíscola RehabMedic          | 2 - 3   | Movistar Inter FS                       | Pabellón Municipal, Peñíscola              |                                            |
|                                   | - Carlinhos 11' - Asensio 28' | Reporte | - 16' Cardinal - 17' Borja - 33' Daniel | Árbitro(s): Redondo Arenales Viedma Martín | Árbitro(s): Redondo Arenales Viedma Martín |

| 20 de mayo de 2016, 21:00 (UTC+2) | Movistar Inter FS                                                                         | 8 - 4   | Peñíscola RehabMedic                          | Jorge Garbajosa, Torrejón de Ardoz         |                                            |
|                                   | - Humberto 15' - Cardinal 28' 34' - Daniel 28' - Ortiz 32' - Rivillos 33' 38' - Borja 35' | Reporte | - 1' 21' Míchel - 25' Asensio - 40' E. Martel | Árbitro(s): Cordero Gallardo Linares Lopez | Árbitro(s): Cordero Gallardo Linares Lopez |

#### Aspil Vidal Ribera Navarra - Palma Futsal
| 14 de mayo de 2016, 18:30 (UTC+2) | Aspil Vidal Ribera Navarra                 | 3 - 2   | Palma Futsal                  | Ciudad de Tudela, Tudela               |                                        |
|                                   | - David Pazos 7' - Roger 7' - Joselito 18' | Reporte | - 36' A. Vadillo - 39' Sergio | Árbitro(s): García Donas Moreno Millán | Árbitro(s): García Donas Moreno Millán |

| 20 de mayo de 2016, 20:30 (UTC+2) | Palma Futsal                                                      | 4 - 1   | Aspil Vidal Ribera Navarra | Pabellón Son Moix, Palma de Mallorca          |                                               |
|                                   | - Tomaz 11' - Joao Batista 19' - Paradynski 33' - David Pazos 33' | Reporte | - 40' Chicho               | Árbitro(s): Martinez Segovia Munez Carpintero | Árbitro(s): Martinez Segovia Munez Carpintero |

| 22 de mayo de 2016, 12:00 (UTC+2) | Palma Futsal             | 2 - 1   | Aspil Vidal Ribera Navarra | Pabellón Son Moix, Palma de Mallorca      |                                           |
|                                   | - Sergio 15' - Taffy 34' | Reporte | - 35' Joselito             | Árbitro(s): Rodrigo Miguel Sánchez Molina | Árbitro(s): Rodrigo Miguel Sánchez Molina |

#### CatGas Santa Coloma - FC Barcelona Lassa
| 14 de mayo de 2016, 20:00 (UTC+2) | CatGas Santa Coloma | 1 - 2   | FC Barcelona Lassa     | Pavelló Nou, Santa Coloma de Gramanet |                                  |
|                                   | - Corvo 26'         | Reporte | - 7' 38' Sergio Lozano | Árbitro(s): Peña Diaz Peña Gómez      | Árbitro(s): Peña Diaz Peña Gómez |

| 20 de mayo de 2016, 20:00 (UTC+2) | FC Barcelona Lassa                                               | 6 - 1   | CatGas Santa Coloma | Palau Blaugrana, Barcelona             |                                        |
|                                   | - Dyego 18' - Gabriel 28' - Ferrao 29' - Wilde 36' - Aicardo 39' | Reporte | - 19' Adolfo        | Árbitro(s): Juan Cerda Martínez García | Árbitro(s): Juan Cerda Martínez García |

### Semifinales

#### Movistar Inter FS - Palma Futsal
| 27 de mayo de 2016, 21:00 (UTC+2) | Movistar Inter FS          | 2 - 3   | Palma Futsal                                    | Jorge Garbajosa, Torrejón de Ardoz               |                                                  |
|                                   | - Borja 21' - Rivillos 28' | Reporte | - Joao Batista 24' - Paradynski 27' - Taffy 35' | Árbitro(s): Alonso Montesinos Urdanoz Apezteguia | Árbitro(s): Alonso Montesinos Urdanoz Apezteguia |

| 2 de junio de 2016, 21:00 (UTC+2) | Palma Futsal                   | 2 - 2 (2 - 3 p.)           | Movistar Inter FS              | Pabellón Son Moix, Palma de Mallorca   |                                        |
|                                   | - Taffy 3' 30'                 | Reporte                    | - 6' Rafael - 14' Daniel       | Árbitro(s): García Donas Moreno Millán | Árbitro(s): García Donas Moreno Millán |
|                                   |                                | Tiros desde el punto penal |                                |                                        |                                        |
|                                   | - A. Vadillo - Pizarro - Taffy |                            | - Rivillos - Daniel - Cardinal |                                        |                                        |

| 5 de junio de 2016, 20:30 (UTC+2) | Movistar Inter FS                                                     | 5 - 3   | Palma Futsal                        | Jorge Garbajosa, Torrejón de Ardoz      |                                         |
|                                   | - Ricardinho 14' 38' - C. Barrón (pp) 20' - Daniel 24' - Rivillos 40' | Reporte | - 4' Taffy - 4' Attos - 40' Pizarro | Árbitro(s): Bernabéu Haro Rabadán Sáinz | Árbitro(s): Bernabéu Haro Rabadán Sáinz |

#### FC Barcelona Lassa - Magna Gurpea
| 28 de mayo de 2016, 18:00 (UTC+2) | FC Barcelona Lassa                           | 3 - 0   | Magna Gurpea | Palau Blaugrana, Barcelona              |                                         |
|                                   | - Dyego 9' - Aicardo 12' - Sergio Lozano 39' | Reporte |              | Árbitro(s): Cuesta Sanchez Garcia Moron | Árbitro(s): Cuesta Sanchez Garcia Moron |

| 2 de junio de 2016, 21:00 (UTC+2) | Magna Gurpea    | 1 - 3   | FC Barcelona Lassa                     | Pabellón Anaitasuna, Pamplona             |                                           |
|                                   | - Rafa Usín 39' | Reporte | - 15' Ferrao - 31' Aicardo - 40' Wilde | Árbitro(s): Gutiérrez Lumbreras Lope Díaz | Árbitro(s): Gutiérrez Lumbreras Lope Díaz |

### Final

#### Movistar Inter FS - FC Barcelona Lassa
| 9 de junio de 2016, 21:00 (UTC+2) | Movistar Inter FS                                                        | 6 - 2   | FC Barcelona Lassa              | Jorge Garbajosa, Torrejón de Ardoz       |                                          |
|                                   | - Borja 9' - Cardinal 24' - Pola 30' - Ricardinho 37' 38' - Rivillos 37' | Reporte | - Sergio Lozano 18' - Dyego 21' | Árbitro(s): Fortes Pardo Martínez Flores | Árbitro(s): Fortes Pardo Martínez Flores |

| 11 de junio de 2016, 13:00 (UTC+2) | Movistar Inter FS                                                   | 5 - 3   | FC Barcelona Lassa                 | Jorge Garbajosa, Torrejón de Ardoz         |                                            |
|                                    | - Borja 9' - Rivillos 32' - Ortiz 33' - Darlan 38' - Ricardinho 40' | Reporte | - Wilde 9' - Sergio Lozano 16' 20' | Árbitro(s): Cordero Gallardo Linares López | Árbitro(s): Cordero Gallardo Linares López |

| 16 de junio de 2016, 21:00 (UTC+2) | FC Barcelona Lassa                             | 6 - 4   | Movistar Inter FS                           | Palau Blaugrana, Barcelona       |                                  |
|                                    | - Dyego 9' 27' 37' - Sergio Lozano 25' 31' 40' | Reporte | - Pola 9' - Cardinal 10' - Humberto 14' 29' | Árbitro(s): Peña Díaz Peña Gómez | Árbitro(s): Peña Díaz Peña Gómez |

| 18 de junio de 2016, 13:00 (UTC+2) | FC Barcelona Lassa | 1 - 3   | Movistar Inter FS                           | Palau Blaugrana, Barcelona                       |                                                  |
|                                    | - Ferrao 6'        | Reporte | - Ricardinho 17' - Cardinal 29' - Ortiz 39' | Árbitro(s): Alonso Montesinos Urdanoz Apezteguia | Árbitro(s): Alonso Montesinos Urdanoz Apezteguia |